# Liste von Religionen und Weltanschauungen
Eine Reihe der Religionen und Weltanschauungen der Welt lässt sich schwer systematisieren, da vielfältige Elemente ineinanderspielen und es unterschiedliche Auffassungen dazu gibt, was eine Religion oder eine Weltsicht ausmacht. Mit diesem Thema beschäftigt sich unter anderem die Religionswissenschaft. Die Systematisierung von Religion ist abendländisch geprägt, und auch wenn die Klassifizierung auf Strömungen in anderen Kulturen angewendet wird, gibt es dort teilweise keinen vergleichbaren Begriff.

Die Welt: regional vorherrschende Religionen.

## Abrahamitische Religionen

### Bahaitum
- Bahaitum

### Christentum

#### Katholische Gemeinschaften
- - Römisch-katholische Kirche mit unterschiedlichen Lateinischen Riten
    - Katholische Ostkirchen: ohne lateinischen Ritus, aber in Glaubens-, Gebets- und Sakramentengemeinschaft, deshalb auch Unierte Kirchen genannt
    - Katholische Kirchengemeinden mit Anglikanischem Ritus
    - Sedisvakantistische Gruppen

  - Altkatholische Kirche
  - Anglikanische Gemeinschaft sieht sich selbst als Teile der einen, heiligen, katholischen, apostolischen Kirche, enthält jedoch evangelische und reformierte Glaubensinhalte

#### Evangelische Gemeinschaften
- - Adventisten
  - Baptisten
  - Brüderbewegung
  - Gemeinschaft in Christo Jesu (Lorenzianer)
  - Lutheraner
  - Methodisten
  - Pfingstbewegung
  - Pietisten
  - Quäker
  - Inspirierte
  - Reformierte
  - Restoration Movement
  - Täufer
  - Hussiten
  - Unierte
  - Waldenser
  - Aramäische Frei-Kirche
  - Armenisch-Evangelische Kirche
  - Assyrisch-evangelische Kirche
  - Assyrische Pfingstkirche
  - Mar-Thoma-Kirche
  - Mekane-Yesus-Kirche
  - weitere Freikirchen
- Spirituelles Christentum
  - Duchoborzen
  - Molokanen
- Apostolische Gemeinschaften
  - Neuapostolische Kirche
  - Old Apostolic Church
  - Vereinigung Apostolischer Gemeinden
- Unitarier
- Orthodoxe Kirchen
  - Orthodoxe Westkirchen: mit Lateinischem Ritus, aber in Glaubens-, Gebets- und Sakramentengemeinschaft mit der Orthodoxen Kirche, deshalb auch Orthodoxe Kirche mit westlichem Ritus genannt
  - Altorthodoxe
- Altorientalische Kirchen
- Bibelforscherbewegung
  - Ernste Bibelforscher
  - Freie Bibelforscher
  - Laien-Heim-Missionsbewegung
  - Zeugen Jehovas
- Gnostische Kirchen
  - Ecclesia Gnostica Catholica
  - Liberalkatholische Kirche
- Judenchristen
- Messianische Juden
- Neuoffenbarer
  - Die Christengemeinschaft
  - Gemeinschaft Christi
  - Iglesia ni Cristo
  - Johannische Kirche
  - Kirche Christi (Temple Lot)
  - Mormonentum / Kirche Jesu Christi der Heiligen der Letzten Tage
  - Neue Kirche (Swedenborgianer)
  - Vereinigungskirche
  - Weltweite Kirche Gottes
- Sabbatianer
- Überkonfessionelle Gemeinschaften

### Islam

#### Sunniten
- Ahl-i Hadīth
- Ahmadiyya[2]
- Hanafiten
- Hanbaliten
- Mālikiten
- Salafisten
- Schafiiten
- Wahhabiten

#### Schiiten
- Zwölfer-Schia
  - Achbārīya
  - Schaichismus
- Dschafariten
- Ismailiten
- Zaiditen
  - Mustaʿlīten (Bohras)
  - Nizariten
- Aleviten

#### Sufische Gemeinschaften
- Bektaschi
- Halveti
- Mevlevi
- Nakschibendi
- Qādirīya
- Schādhilīya

#### Charidschiten
- Ibaditen
- Mozabiten, streng observante Charidschiten in Nordafrika

#### Volksislam
- beinhaltet unterschiedliche Ausprägungen und Erweiterungen des islamischen Glaubens und ist besonders in Afrika und Asien verbreitet

#### Religionen islamischen Ursprungs
- Abangan
- Alawiten (Nusairier)
- Babismus
- Bajwan
- Drusen
- Five Percent Nation
- Moorish Science Temple of America
- Nation of Islam
- Sarli (Religion)
- Schabak
- Xidaotang

### Judentum
- Humanistisches Judentum
- Jewish Renewal
- Jüdische Kleingruppen
  - Dönme
  - Haymanot-Judentum (die Glaubenspraxis der äthiopischen Beta Israels)
  - Karäer
  - Benei Noah
  - Samaritaner
- Kabbala (Jüdische Mystik)
- Konservatives Judentum
- Orthodoxes Judentum
  - Ultraorthodoxes Judentum (Haredi)
    - Chassidisches Judentum
- Reformjudentum
- Rekonstruktionismus

## Afrikanische Religionen
- - Religion der Yoruba
  - Animismus
  - Religion der Ga
  - Voodoo
  - Religion der Akan

## Amerikanische Religionen

### Afroamerikanische Religionen
- Barquinha
- Batuque
- Bwiti
- Candomblé
- Hoodoo
- Macumba
- Rastafari
- Santería
- Santo Daime
- Umbanda
- Voodoo

### Indianisch-christliche Religionen
- Huna
- Indian Shaker Church
- María-Lionza-Kult
- Native American Church

## Asiatische Religionen

### Orientalische Religionen
- Jesiden
- Mandäer
- Yarsan
- Zoroastrismus

### Religionen indischen Ursprungs

#### Hinduismus
- Advaita Vedanta oder Satsang-Bewegung
- Brahma Kumaris
- Internationale Gesellschaft für Krishna-Bewusstsein (ISKCON)
- Neohinduismus
- Radhasoami Satsang/Ruhani Satsang/Unity of Man
- Sathya Sai Baba Sai-Religion
- Shaktismus
- Shivaismus
- Sri Chinmoy-Center
- Vedanta-Bewegung / Ramakrishna-Mission
- Vishnuismus
- Vishva Hindu Parishad

#### Buddhismus
- Mahayana-Buddhismus
- Theravada-Buddhismus
- Vajrayana/Tantrayana
- Zen

##### Buddhistisch-christliche Religionen
- Cao Dai

##### Buddhistisch-shintoistische Religionen
- Shugendō

### Weitere Religionen indischen Ursprungs
- Bhagwan-Sekte
- Jainismus
  - Digambaras
  - Shvetambaras
- Sikhismus
- Sant-Mat-Bewegung
  - Radhasoamis
  - Eckankar

### Zentralasiatische und fernöstliche Religionen
- Bön (Tibet)
- chinesischer Volksglaube
- Drei Lehren
  - Daoismus
  - Konfuzianismus
  - Buddhismus (siehe oben zum indischen Ursprung)
- Falun Gong
- Himmelsmeister-Daoismus
- Kalasha-Religion (Pakistan)
- Lingbao Pai
- Mohismus (China)
- Neidan (chinesische Alchemie)
- Neokonfuzianismus
- Ōmu Shinrikyō
- Shangqing-Daoismus
- Shintō (Japan)
- sibirischer Schamanismus
- Sindo (koreanischer Schamanismus)
- Sukyo Mahikari
- Tengrismus
- Tenrikyō (Japan)
- Yi Guan Dao

## Europäische Religionen

### Ethnische Religionen Europas
- „klassische Schamanismus“ der Nenzen (zum großen Teil erhalten)
- Religion der Mari Russlands (heute jedoch vielfach eher folkloristisch geprägt)

### Europäisches Heidentum und Neopaganismus
- Ariosophie
- Armanen-Orden
- Artgemeinschaft – Germanische Glaubens-Gemeinschaft wesensgemäßer Lebensgestaltung
- Celtoi (gallischer Polytheismus)
- Druidentum
- Germanische Glaubens-Gemeinschaft (Géza von Neményi)
- Germanisches Neuheidentum
- Gylfiliten-Gilde
- Iglesia del Pueblo Guanche
- Kemetismus
- Rodismus (Slawisches Neuheidentum)
- Wicca

### Europäische Neoethnische Religionen
- Ásatrúarfélagið, das isländisch-neugermanische Heidentum, die „besterhaltene“ und anerkannte Asatru-Religion
- Hellenismos
- Sámischer Schamanismus Nordeuropas (Fragmente und mögliche Revitalisierung)
- Wiederbelebte baltisch-heidnische Traditionen:
  - Romuva (Litauen)
  - Dievturi (Lettland)
  - Taarausk (Estland)

## Ozeanische Religionen
- Cargo-Kulte
- Ngara Modekngei
- Papua-Religionen
- Polynesische Religion
- Traumzeit

## Ethnische Religionen, Volksreligionen und Religionen ethnisch-religiöser Gruppen
Lokale, schriftlose Religionen indigener Völker, (kleinere) Volksreligionen und Religionen ethnisch-religiöser Gruppen (Aufgrund der Vielzahl hier überwiegend Hauptartikel)

## Gnostizismus und Esoterik
- Adonismus
- Fraternitas Saturni
- Hermetic Order of the Golden Dawn
- Hermetik
- Kawwana – Kirche des Neuen Aeon
- Mazdaznan
- Ordo Templi Orientis
- Rosenkreuzer
- Satanismus
  - Church of Satan
  - Temple of Set
  - Order of Nine Angles
- Sonnentempler
- Spiritismus
- Theosophische Gesellschaft
- Universelle Weiße Bruderschaft
- Universelles Leben

## Historische Religionen und Mythologien
- Ägyptische Mythologie und Altägyptische Religion
- Aztekische Mythologie
- Babylonische Religion
- Baltische Mythologie
- Baskische Mythologie
- Berber Mythologie
- Bogomilen
- Germanische Mythologie, Germanische Religion, Nordgermanische Religion, Angelsächsische Religion und Nordische Mythologie
- Griechische Mythologie
- Hypsistarier
- Katharer
- Keltische Mythologie und Keltische Religion
- Manichäismus
- Mazdakiten
- Mithraismus
- Nordische Mythologie
- Römische Mythologie und Römische Religion
- Sabier von Harran
- Sumerische Religion
- Slawische Mythologie
- Ugaritische Religion
- Wuismus

- Ayyavali
- Niam Khasi, Niamtre
- Sarna (Info)
- Songsarek

## Synkretismus
- Kryptochristentum

## Weitere
- Pai Mārire
- Rātana-Bewegung
- Wetu Telu

## Sonstige
- Access Consciousness (Pseudoreligion, Geschäftsmodell, New Age)[3]
- Kōfukukai Yamagishi-kai
- Neoschamanismus
- Scientology

## Weltanschauungen
- Agnostizismus
- Anarchismus
- Anthroposophie
- Apatheismus
- Antinatalismus
- Antitheismus
- Atheismus
- Determinismus
- Diskordianismus
- Evolutionärer Humanismus
- Fatalismus
- Freidenker
- Freimaurerei
- Freigärtner
- Freireligiöse Bewegung
- Humanismus
- Idealismus
- Nihilismus
- Objektivismus
- Pantheismus
- Panentheismus
- Positivismus
- Posthumanismus
- Skeptikerbewegung
- Thelema
- Transhumanismus
- Unitarier

## Religionsparodien
- Diskordianismus
- Dudeismus
- Fliegendes Spaghettimonster / Pastafarianismus
- Iglesia Maradoniana
- Intelligent Falling
- Jediismus
- Russells Teekanne
- Unintelligent Design
- Unsichtbares rosafarbenes Einhorn